# Élections au Parlement de Catalogne de 2003
Les élections au Parlement de Catalogne de 2003 (en catalan : Eleccions al Parlament de Catalunya de 2003, en espagnol : Elecciones al Parlamento de Cataluña de 2003) se tiennent le dimanche 16 novembre 2003, afin d'élire les 135 députés de la VIIe législature du Parlement de Catalogne pour un mandat de quatre ans.

## Contexte
Le 30 avril 2001, le président de la généralité de Catalogne Jordi Pujol, au pouvoir depuis 1980, annonce qu'il ne sollicitera pas un septième mandat à l'occasion des prochaines élections parlementaires, prévues en 2003. Il précise que le conseiller en chef Artur Mas sera le candidat de Convergence et Union (CiU) à la présidence du gouvernement autonome.

## Mode de scrutin
Le Parlement de Catalogne (Parlament de Catalunya) est une assemblée parlementaire monocamérale constituée de 135 députés (diputats) élu pour une législature de quatre ans au suffrage universel direct selon les règles du scrutin proportionnel d'Hondt par l'ensemble des personnes résidant dans la communauté autonome où résidant momentanément à l'extérieur de celle-ci, si elles en font la demande.
La communauté autonome de Catalogne ne s'étant pas dotée d'une loi électorale propre, la quatrième disposition transitoire du statut d'autonomie dispose que le Parlement est élu dans les mêmes conditions que le Congrès des députés. Elle précise par ailleurs que « Les circonscriptions électorales seront les quatre provinces de Barcelone, Gérone, Lérida et Tarragone. Le Parlement de Catalogne sera composé par 135 députés, desquels la circonscription de Barcelone élira un député pour 50 000 habitants, avec au plus 85 députés. Les circonscriptions de Gérone, Lérida et Tarragone éliront au moins six députés, plus un par tranche de 40 000 habitants, obtenant respectivement 17, 15 et 18 députés. ».
Les bulletins blancs sont considérés comme des suffrages valides, entrant ainsi en ligne de compte dans la détermination des listes ayant franchi le seuil électoral. En revanche, ils ne sont pas considérés comme des suffrages exprimés et ne sont donc pas pris en compte pour la répartition des sièges.

### Présentation des candidatures
Peuvent présenter des candidatures
- les partis ou fédérations politiques enregistrées auprès du registre des partis politiques du ministère de l'Intérieur ;
- les coalitions électorales de ces mêmes partis ou fédérations dûment constituées et inscrites auprès de la commission électorale au plus tard 10 jours après la convocation du scrutin ;
- et les regroupements d'électeurs bénéficiant du parrainage d'au moins 1 % des inscrits de la circonscription.

### Répartition des sièges
Seules les listes ayant recueilli au moins 3 % des suffrages valides — incluant les bulletins blancs — peuvent participer à la répartition des sièges à pourvoir dans une circonscription, qui s'organise en suivant différentes étapes : 
- les listes sont classées en une colonne par ordre décroissant du nombre de suffrages obtenus ;
- les suffrages de chaque liste sont divisés par 1, 2, 3... jusqu'au nombre de députés à élire afin de former un tableau ;
- les mandats sont attribués selon l'ordre décroissant des quotients ainsi obtenus[4].

Lorsque deux listes obtiennent un même quotient, le siège est attribué à celle qui a le plus grand nombre total de voix ; lorsque deux candidatures ont exactement le même nombre total de voix, l'égalité est résolue par tirage au sort et les suivantes de manière alternative.

## Campagne

### Principales forces politiques
| Force politique | Force politique | Force politique | Chef de file                   | Idéologie                                                                     | Résultats en 1999          |
| --------------- | --- | --------------- | ------------------------------ | ----------------------------------------------------------------------------- | -------------------------- |
|                 | Parti des socialistes de Catalogne-Citoyens pour le changement (ca) Partit dels Socialistes de Catalunya-Ciutadans pel Canvi | PSC-CpC         | Pasqual Maragall               | Centre gauche Social-démocratie, progressisme, catalanisme                    | 37,9 % des voix 50 députés |
|                 | Convergence et Union Convergència i Unió                                                                                     | CiU             | Artur Mas (Conseiller en chef) | Centre droit Libéralisme, démocratie chrétienne, catalanisme                  | 37,7 % des voix 56 députés |
|                 | Parti populaire de Catalogne Partit Popular de Catalunya                                                                     | PPC             | Josep Piqué                    | Centre droit à droite Libéral-conservatisme, démocratie chrétienne, unionisme | 9,5 % des voix 12 députés  |
|                 | Gauche républicaine de Catalogne Esquerra Republicana de Catalunya                                                           | ERC             | Josep-Lluís Carod-Rovira       | Gauche Socialisme démocratique, républicanisme, indépendantisme               | 8,7 % des voix 12 députés  |
|                 | Initiative pour la Catalogne Verts-Gauche alternative Iniciativa per Catalunya Verds - Esquerra Alternativa                  | ICV-EA          | Joan Saura (ca)                | Gauche Écosocialisme, républicanisme, catalanisme                             | 3,9 % des voix 5 députés   |

## Résultats

### Total régional
| Représentation en hémicycle sur un axe gauche-droite du résultat. |                                                                               |           |       |      |        |               |
| Partis                                                            | Partis                                                                        | Voix      | %     | +/-  | Sièges | +/-           |
|                                                                   | Parti des socialistes de Catalogne-Citoyens pour le changement (ca) (PSC-CpC) | 1 031 454 | 31,16 | 6,69 | 42     | 8             |
|                                                                   | Convergence et Union (CiU)                                                    | 1 024 425 | 30,94 | 6,76 | 46     | 10            |
|                                                                   | Gauche républicaine de Catalogne (ERC)                                        | 544 324   | 16,44 | 7,77 | 23     | 11            |
|                                                                   | Parti populaire de Catalogne (PPC)                                            | 393 499   | 11,89 | 2,38 | 15     | 3             |
|                                                                   | Initiative pour la Catalogne Verts-Gauche alternative (ICV-EA)                | 241 163   | 7,28  | 3,35 | 9      | 4             |
|                                                                   | Les Verts - L'Alternative écologiste (EV-AE) (ca)                             | 18 470    | 0,56  | Abs  | 0      | en stagnation |
|                                                                   | Autres listes                                                                 | 26 936    | 0,81  | –    | 0      | en stagnation |
|                                                                   | Blanc                                                                         | 30 212    | 0,91  | 0,02 |        |               |
|                                                                   |                                                                               |           |       |      |        |               |
| Votes valides                                                     | Votes valides                                                                 | 3 310 483 | 99,74 |      |        |               |
| Votes nuls                                                        | Votes nuls                                                                    | 8 793     | 0,26  |      |        |               |
| Total                                                             | Total                                                                         | 3 319 276 | 100   | –    | 135    | en stagnation |
| Abstentions                                                       | Abstentions                                                                   | 1 988 561 | 37,46 |      |        |               |
| Inscrits / Participation                                          | Inscrits / Participation                                                      | 5 307 837 | 62,54 |      |        |               |

### Par circonscription
| Circonscription | Circonscription | Barcelone | Barcelone | Barcelone | Barcelone     | Gérone  | Gérone  | Gérone | Gérone        | Lérida  | Lérida  | Lérida | Lérida        | Tarragone | Tarragone | Tarragone | Tarragone     |
| --------------- | --------------- | --------- | --------- | --------- | ------------- | ------- | ------- | ------ | ------------- | ------- | ------- | ------ | ------------- | --------- | --------- | --------- | ------------- |
|                 |                 |           |           |           |               |         |         |        |               |         |         |        |               |           |           |           |               |
| Sièges          | Sièges          | 85        | 85        | 85        | en stagnation | 17      | 17      | 17     | en stagnation | 15      | 15      | 15     | en stagnation | 18        | 18        | 18        | en stagnation |
|                 |                 |           |           |           |               |         |         |        |               |         |         |        |               |           |           |           |               |
|                 |                 | Nombre    | Nombre    | %         | %             | Nombre  | Nombre  | %      | %             | Nombre  | Nombre  | %      | %             | Nombre    | Nombre    | %         | %             |
| Inscrits        | Inscrits        | 4 010 834 | 4 010 834 | 100,00    | 100,00        | 470 462 | 470 462 | 100,00 | 100,00        | 312 438 | 312 438 | 100,00 | 100,00        | 514 103   | 514 103   | 100,00    | 100,00        |
| Abstentions     | Abstentions     | 1 520 247 | 1 520 247 | 37,90     | 37,90         | 163 391 | 163 391 | 34,73  | 34,73         | 107 879 | 107 879 | 34,53  | 34,53         | 197 044   | 197 044   | 38,33     | 38,33         |
| Votants         | Votants         | 2 490 587 | 2 490 587 | 62,10     | 62,10         | 307 071 | 307 071 | 65,27  | 65,27         | 204 559 | 204 559 | 65,47  | 65,47         | 317 059   | 317 059   | 61,67     | 61,67         |
| Nuls            | Nuls            | 5 416     | 5 416     | 0,22      | 0,22          | 1 166   | 1 166   | 0,38   | 0,38          | 891     | 891     | 0,44   | 0,44          | 1 320     | 1 320     | 0,42      | 0,42          |
| Exprimés        | Exprimés        | 2 485 171 | 2 485 171 | 99,78     | 99,78         | 305 905 | 305 905 | 99,62  | 99,62         | 203 668 | 203 668 | 99,56  | 99,56         | 315 739   | 315 739   | 99,58     | 99,58         |
|                 |                 |           |           |           |               |         |         |        |               |         |         |        |               |           |           |           |               |
| Partis          | Partis          | Voix      | %         | Sièges    | +/−           | Voix    | %       | Sièges | +/−           | Voix    | %       | Sièges | +/−           | Voix      | %         | Sièges    | +/−           |
|                 | PSC-CpC         | 824 270   | 33,17     | 29        | 7             | 72 352  | 23,65   | 4      | en stagnation | 45 723  | 22,45   | 4      | 1             | 89 109    | 28,22     | 5         | en stagnation |
|                 | CiU             | 715 140   | 28,78     | 25        | 6             | 118 286 | 38,67   | 7      | 2             | 84 410  | 41,44   | 7      | 1             | 106 589   | 33,76     | 7         | 1             |
|                 | ERC             | 376 669   | 15,16     | 13        | 6             | 66 989  | 21,90   | 4      | 2             | 40 574  | 19,92   | 3      | 2             | 60 092    | 19,03     | 3         | 1             |
|                 | PPC             | 311 928   | 12,55     | 11        | 3             | 24 698  | 8,07    | 1      | en stagnation | 19 690  | 9,67    | 1      | en stagnation | 37 183    | 11,78     | 2         | en stagnation |
|                 | ICV-EA          | 199 553   | 8,03      | 7         | 4             | 16 328  | 5,34    | 1      | en stagnation | 8 863   | 4,35    | 0      | en stagnation | 16 419    | 5,20      | 1         | en stagnation |
|                 | Autres          | 35 065    | 1,41      |           |               | 4 700   | 1,54    |        |               | 2 410   | 1,18    |        |               | 3 231     | 1,02      |           |               |
|                 | Blanc           | 22 546    | 0,91      | 2 552     | 0,83          | 1 998   | 0,98    | 3 116  | 0,99          |         |         |        |               |           |           |           |               |